# Литорал (департамент)
Вижте пояснителната страница за други значения на Литорал.
Литорал (на френски: Littoral) е най-малкият депаратамент в Бенин. В него е разположен град Котону – най-големият в Бенин и икономическа столица на страната. Площта му е 79 квадратни километра, а населението е над 700 000 души. Гъстотата на населението е около 9000 души на квадратен километър.